# Cymatophoropsis dubernardi
Cymatophoropsis dubernardi là một loài bướm đêm trong họ Noctuidae.